# Tomas Arana
Tomas Arana (* 3. April 1955 in Auburn, Kalifornien) ist ein US-amerikanischer Schauspieler.

## Leben
Thomas Arana ist seit den späten 1970er Jahren als Schauspieler tätig. Nach einer Schauspielausbildung im American Conservatory Theatre in San Francisco arbeitete er am Broadway in New York. Nachdem er Lina Wertmüllers Film Liebe und Anarchie gesehen hatte, interessierte er sich verstärkt für den europäischen und speziell den italienischen Film. Er zog nach Italien und ließ sich dort in Neapel nieder, wo er ab 1978 in der Galleria Lucio Amelio arbeitete. Bereits im selben Jahr hatte er, neben Lucio Amelio, seine erste kleine Nebenrolle in Wertmüllers Film Blutfehde an der Seite von Sophia Loren, Marcello Mastroianni und Giancarlo Giannini. Auch in den folgenden beiden Filmen spielte er an der Seite Mastroiannis, der ihn stark in seinem Schauspiel beeinflusste. Währenddessen tourte er mit der Theater-Gruppe Falso Movimento durch Italien und Europa mit Auftritten in Rom, Bologna, Stuttgart, Rotterdam, Wien, Basel und Utrecht. 1982 entschied sich Arana, die Tätigkeit in der Galleria Lucio Amelio zu beenden und widmete sich ganz seiner Tätigkeit in der Theater-Gruppe, mit der er bald auch internationale Auftritte hatte. Im Jahr 1987 verließ er Falso Movimento und war fortan nur noch als Filmschauspieler tätig.
1990 hatte er seine erste größere Rolle in John McTiernans Spionage-Thriller Jagd auf Roter Oktober. In diesem verkörperte er den Schiffskoch Igor Loginow, der als verdeckter Geheimdienstagent an Bord des U-Boots agiert. Aranas Jugendidol Sean Connery spielte die Hauptrolle des Kapitäns Marko Ramius, der im Laufe der Handlung von Loginow angeschossen wird.
Es folgten weitere wichtige Rollen als Attentäter in Bodyguard an der Seite von Kevin Costner und Whitney Houston oder Frank Stillwell im Western Tombstone über die Schießerei am O. K. Corral. Seinen internationalen Durchbruch hatte er 2000 in der Rolle des Prätorianerführers Quintus im mehrfach Oscar-prämierten Monumentalfilm Gladiator unter der Regie von Ridley Scott. 2006 war Arana als Hillside Strangler Angelo Buono Jr. im Fernsehfilm Rampage: The Hillside Strangler Murders zu sehen.

## Filmografie (Auswahl)
- 1976: The Taming of the Shrew (Fernsehfilm)
- 1978: Blutfehde (Fatto di sangue fra due uomini per causa di una vedova – si sospettano moventi politici)
- 1979: Leichen muß man feiern, wie sie fallen (Giallo napoletano)
- 1981: Die Haut (La pelle)
- 1985: Perfidi incanti (Fernsehfilm)
- 1987: Il cespuglio delle bacche velenose (Fernsehfilm)
- 1988: Il maestro del terrore (Fernsehfilm)
- 1988: Incidente di percorso
- 1988: Die letzte Versuchung Christi (The Last Temptation of Christ)
- 1988: Domino sucht die Liebe (Domino)
- 1989: The Church (La chiesa)
- 1990: Jagd auf Roter Oktober (The Hunt for Red October)
- 1991: Schatten und Nebel (Shadows and Fog)
- 1992: Misunderstanding of the Moon
- 1992: Body Puzzle – Mit blutigen Grüßen (Body Puzzle)
- 1992: Bodyguard (The Bodyguard)
- 1993: Tombstone
- 1993: Madonna – Bad Girl (Musikvideo)
- 1996: Mr. Präsident Junior (First Kid)
- 1997: L.A. Confidential
- 2000: Gladiator
- 2001: Emergency Room – Die Notaufnahme (ER, Fernsehserie, Folge 7x20)
- 2001: Pearl Harbor
- 2002: Derailed – Terror im Zug (Derailed)
- 2003: This Girl’s Life – Mein Leben als Pornostar (This Girl’s Life)
- 2004: Die Bourne Verschwörung (The Bourne Supremacy)
- 2004: Frankenfish
- 2006: Rampage: The Hillside Strangler Murders
- 2007: Bats 2: Blutige Ernte (Bats: Human Harvest) (Fernsehfilm)
- 2008: Defiance – Für meine Brüder, die niemals aufgaben (Defiance)
- 2009: Lie to Me (Fernsehserie, Folge 2x01)
- 2010: Mission London
- 2011: The Roommate
- 2011: Ohne Limit (Limitless)
- 2012: The Dark Knight Rises
- 2013: Verbrechen nach Ferdinand von Schirach (Fernsehserie, Folge 1x06)
- 2013: The President’s Staff
- 2013: Romeo und Julia (Romeo & Juliet)
- 2014: Intelligence (Fernsehserie, 10 Folgen)
- 2014: Guardians of the Galaxy
- 2014: The Possession of Michael King
- 2014: When Bette Met Mae (Dokumentarfilm)
- 2016: Ustica: The Missing Paper
- 2016: Incarnate – Teuflische Besessenheit (Incarnate)
- 2017: American Satan
- 2019: The President’s Staff
- 2019: Giovanna Streng Geheim (Ma cosa ci dice il cervello)
- 2019–2020: The New Pope (Fernsehserie, 6 Folgen)
- 2020: The Final Fight (MMA Love Never Dies)
- 2021: Succession  (Fernsehserie, 2 Folgen)
- 2022: Soldato sotto la luna
- 2022: Quel posto nel tempo
- 2022: La Divina Cometa
- 2023: Il migliore dei mondi
- 2024: Global Harmony
- 2024: Non aprite quella bara
- 2024: Limonov: The Ballad
- 2024: Mike (Fernsehserie, 4 Episoden)
- 2024: Napoli-New York